# Bonifacio
Bonifacio település Franciaországban, Korzika szigetén (Corse-du-Sud megyében) fekszik. Lakosainak száma 3269 fő (2022. január 1.). Bonifacio Figari, Porto-Vecchio és Sotta községekkel határos.

## Népesség
A település népességének változása:
| Lakosok száma | 2431 | 2736 | 2683 | 2831 | 2961 | 2977 | 3118 | 3192 | 3204 | 3269 |
|               | 1968 | 1982 | 1990 | 2006 | 2013 | 2015 | 2017 | 2019 | 2020 | 2022 |